# Dores de Guanhães
Dores de Guanhães é um município brasileiro do estado de Minas Gerais. Localiza-se no Vale do Rio Doce.

## História
O município foi criado em 30 de dezembro de 1962.